# UNOMIG
De United Nations Observer Mission in Georgia (UNOMIG) of Waarnemersmissie van de VN in Georgië in het Nederlands, werd opgericht door resolutie 858 van de Veiligheidsraad van de Verenigde Naties in augustus 1993 om te controleren op de naleving van een op 27 juli 1993 overeengekomen staakt-het-vuren tussen de Georgië en krachten in Abchazië, met bijzondere aandacht voor de situatie in de stad Soechoemi, Georgië. Er werden 88 militaire waarnemers in de regio ingezet. Het moest naast toezien op het staakt-het-vuren ook schendingen daarvan onderzoeken en proberen op te lossen met de betrokken partijen. UNOMIG moest rapporteren aan de secretaris-generaal van de Verenigde Naties over de uitvoering van zijn mandaat. De missie eindigde op 15 juni 2009, toen Rusland een veto uitsprak over een verlenging van de missie. De laatste waarnemers uit de regio vertrokken op 15 juli 2009.
Het mandaat van de oorspronkelijke opdracht werd ongeldig nadat in september 1993 opnieuw gevechten uitbraken in het gebied. UNOMIG kreeg vervolgens een interim-mandaat van de Veiligheidsraad in november 1993 om de contacten met de betrokken partijen te onderhouden en te rapporteren over de situatie. Het was de bedoeling om een alomvattende politieke regeling te bereiken.
In mei 1994 tekenden beide zijden een overeenkomst over een wapenstilstand en het instellen van een veiligheidszone om beide partijen van elkaar te scheiden. In juli 1994 gaf de VN-Veiligheidsraad toestemming voor een verhoging van de waarnemers (tot een totaal van 136) en een uitbreiding van de missie.
De nieuwe missie was aanzienlijk breder dan het origineel. UNOMIG bleef de controle op de uitvoering van de wapenstilstand behouden, maar was nu verantwoordelijk voor het observeren van de nieuwe vredesmacht van het Gemenebest van Onafhankelijke Staten. Ze controleerden ook, door middel van observatie en patrouilleren, dat troepen en zwaar militair materieel van beide kanten niet in de veiligheidszone bleven of kwamen.
UNOMIG hield toezicht op de terugtrekking van Georgische troepen uit de Kodorivallei en dus uit Abchazisch grondgebied. De Georgische patrouilles in de vallei werden vervangen door die van UNOMIG. Zij waren verantwoordelijk voor onderzoek, op verzoek van een partij of van de vredesmacht, of op eigen initiatief, van schendingen van de overeenkomst, en voor een poging om hieruit voortvloeiende geschillen op te lossen. Ten slotte werkten ze aan het maken van veilige omstandigheden voor de terugkeer van vluchtelingen en ontheemden.
Op 10 december 1996 werd een VN-bureau voor bescherming van de mensenrechten in Abchazië gevestigd in Tbilisi, Georgië, in overeenstemming met resolutie 1077 van de Veiligheidsraad van de Verenigde Naties van 22 oktober dat jaar. Het wordt gezamenlijk bemand door het Hoog Commissariaat voor de Mensenrechten (OHCHR) en de Organisatie voor Veiligheid en Samenwerking in Europa (OVSE). Het VN-bureau maakt deel uit van UNOMIG en rapporteert aan de Hoge Commissaris voor de Mensenrechten, via het hoofd van de UNOMIG missie. Hoewel UNOMIG politiek kantoor houdt in Tbilisi, is het militaire hoofdkwartier gevestigd in Soechoemi, Abchazië.
Op 8 oktober 2001 werd een UNOMIG helikopter werd neergeschoten in Abchazië. De daders zijn nooit gevonden, ondanks herhaalde verzoeken daartoe van de Veiligheidsraad. In 2002 verzette UNOMIG zich krachtig tegen de hervatting van treindiensten tussen Soechoemi, Abchazië en de stad Sotsji in Rusland.

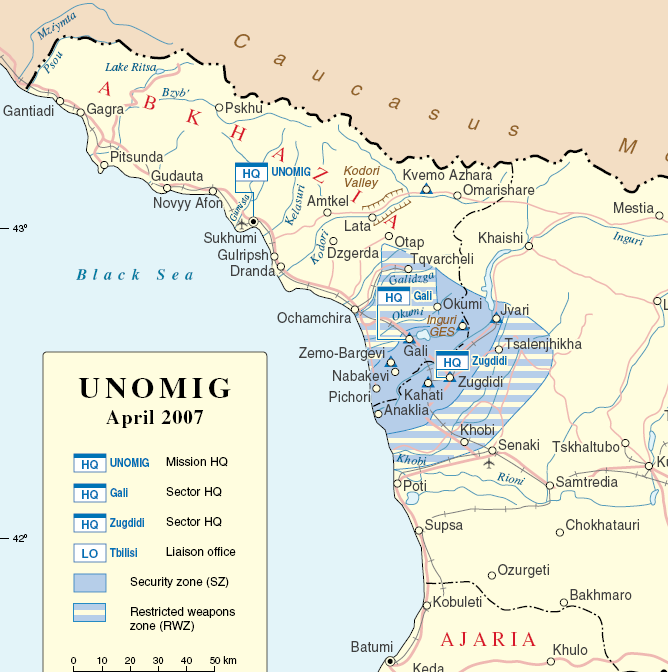
Kaart met veiligheidszone

De Veiligheidsraad nam op 30 juli 2003, op aanbeveling van secretaris-generaal Kofi Annan, opnieuw een resolutie aan, waarbij een civiele politiecomponent van 20 officieren werd toegevoegd aan UNOMIG, om de capaciteit voor de uitvoering van haar mandaat te versterken en te helpen bij de terugkeer van vluchtelingen en ontheemden.
Op 30 januari 2004 werd, wederom op verzoek van secretaris-generaal Annan, resolutie 1524 aangenomen, die het mandaat van UNOMIG verlengde tot 31 juli 2004.
UNOMIG hield zich bezig met veiligheid, het bijstaan van de terugkeer van de ontheemden en reparaties van belangrijke infrastructuur, zoals wegen en bruggen.  In januari 2003 waren 21 projecten in een vergevorderd of tussenstadium en 10 anderen waren in afwachting van middelen door donoren. Ze bleven ijveren voor een politieke oplossing van het conflict, hoewel secretaris-generaal Annan geklaagd had over het trage tempo van de vooruitgang. Eind 2003 was UNOMIG bezorgd over een toename van het aantal ontvoeringen, moorden en overvallen, met name in de regio rond Gori. Zij sprak ook haar bezorgdheid uit over potentiële instabiliteit rond de tiende verjaardag van het einde van de oorlog.
UNOMIG had op 20 september 2008 134 militaire waarnemers (waaronder 12 man medisch personeel) en 17 politie-adviseurs.
De ongewapende militaire waarnemers gebruikten tijdens de patrouilles de Toyota 4Runner, opgevolgd door de Nissan Patrol,  en de NYALA RG-31, een tegen mijnen beschermd voertuig die vooral langs de bestandslijn (CFL) en in de trainingsgebieden werd gebruikt. 
De Nissan Patrol werd voornamelijk gebruikt in de Verboden Wapen Zone (RWZ) en de Veiligheidszone (SZ). In elke patrouille bestaat uit 2 voertuigen met elk 4 ongewapende militaire waarnemers en een tolk. De patrouilles staan altijd in radioverbinding met sector Gali Sector HQ (in Abchazië) of Zoegdidi Sector HQ (in Georgië) en Soechoemi HQ (in Abchazië). Er is voor de veiligheid voor elke waarnemer radio-apparatuur in de voertuigen aanwezig. Aan beide zijden van de bestandslijn bevinden zich veiligheids- en observatieposten. Het is een regel dat in een patrouillerende team maar één persoon van een nationaliteit mag zitten. Op een patrouille met 4 waarnemers waren deze dus van 4 verschillende nationaliteiten. 
De missie werd geliquideerd in 2009 als gevolg van het vetorecht in de Veiligheidsraad. Als gevolg van het Russische veto zag UNOMIG, actief in de regio sinds 1993 en 150 personeelsleden ten tijde van het veto (131 militaire waarnemers en 20 politiefunctionarissen), zijn mandaat aflopen op 16 juni 2009 om 4 uur GMT. Later werd aangekondigd dat de terugtrekking van de missie uit Abchazië voltooid zou worden op 15 juli 2009, in overeenstemming met de VN-praktijk dat een missie met maximaal twee maanden haar terugtrekking af moet ronden.